# سيزار أمايا
سيزار أمايا (بالإسبانية: César Amaya)‏ (12 أكتوبر 1990 في كولومبيا - ) هو لاعب كرة قدم كولومبي في مركز الهجوم. لعب مع ديبورتيفو كالي.

## وصلات خارجية
- سيزار أمايا على موقع قاعدة بيانات كرة القدم.إي يو (الإنجليزية)
- سيزار أمايا على موقع Soccerway.com (الإنجليزية)
- سيزار أمايا على موقع AS.com (الإسبانية)